# Sean Flynn (cyclisme)
Pour les articles homonymes, voir Sean Flynn et Flynn.
Sean Flynn (né le 2 mars 2000 à Édimbourg) est un coureur cycliste britannique.

## Biographie

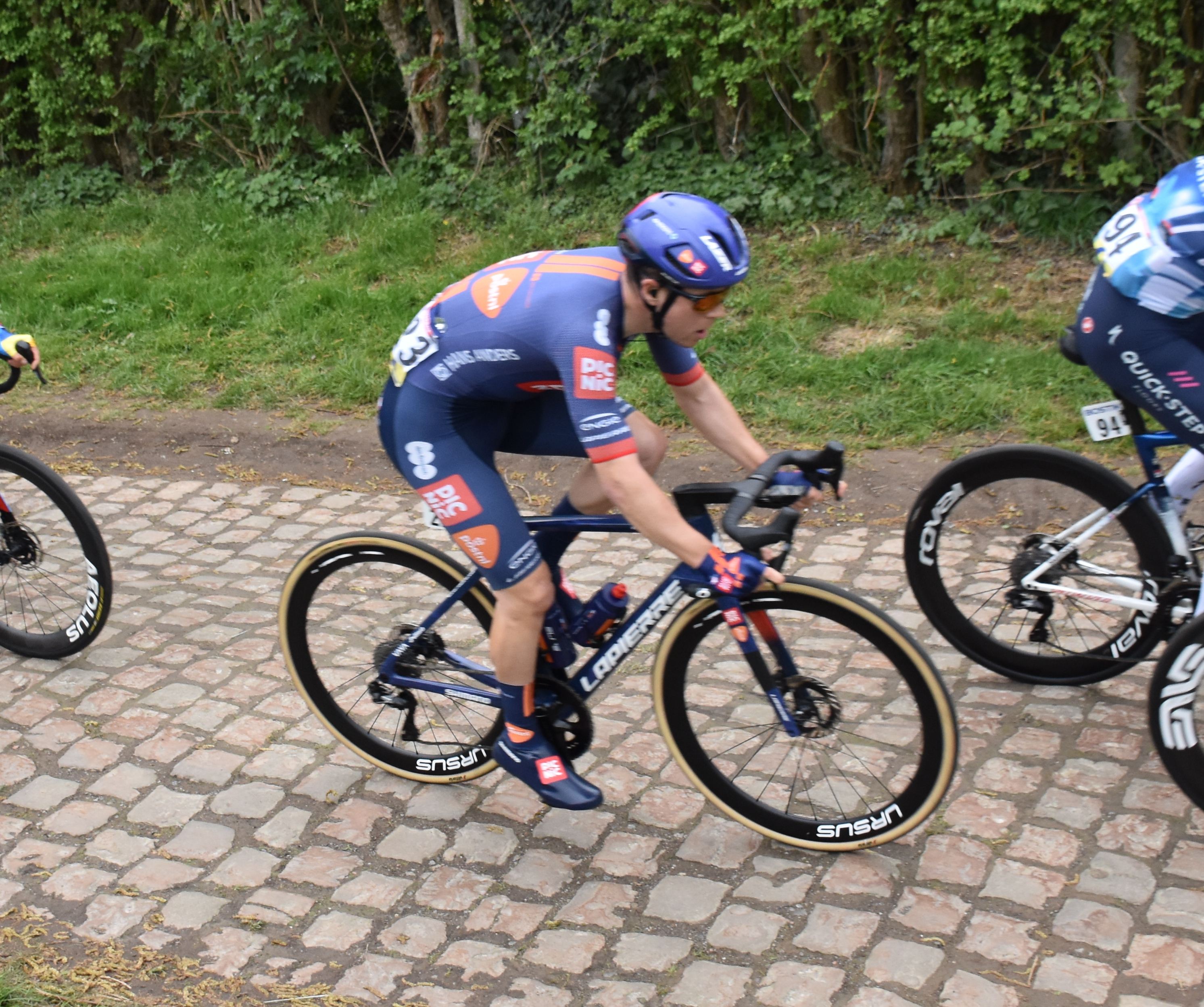
Sean Flynn # 223 - Paris-Roubaix 2025

Comme sa sœur cadette Anna (née en 2002), Sean Flynn commence le sport par le VTT et le cyclo-cross.
En 2017, Sean Flynn se classe cinquième du championnat de Grande-Bretagne sur route juniors (17/18 ans). L'année suivante, il est  champion de Grande-Bretagne de cyclo-cross juniors devant Ben Tulett et champion de Grande-Bretagne de cross-country VTT juniors. Sur route, il termine treizième de la course en ligne des Jeux olympiques de la jeunesse. En 2019, il participe à quelques courses par étapes sur route avec sa sélection et décide de se consacrer à cette discipline.
Après une saison blanche en 2020 en raison de la pandémie de Covid-19, il rejoint en 2021 l'équipe continentale SEG Racing Academy. Il est notamment deuxième d'une d'étape du Circuit des Ardennes, où il gagne le sprint du peloton. Il est également classé cinquième d'étape sur la Ronde de l'Isard, douzième du Grand Prix Marcel Kint, du Circuit du Houtland et du championnat de Grande-Bretagne chez les professionnels. En 2022, pour sa dernière année espoir (moins de 23 ans), l'équipe SEG Racing Academy s'arrête. Il signe alors avec l'équipe continentale Swiss Racing Academy, renommée Tudor Pro Cycling. En mars, il remporte en solitaire une étape de l'Istrian Spring Trophy, où il porte le maillot de leader pendant un jour et prend la troisième place finale de la course. Par la suite, il se classe deuxième d'une étape de l'Okolo Jižních Čech où il termine quatrième du général. Il est également quatrième de Paris-Tours espoirs (1.2U) et des Strade Bianche de Romagne, cinquième du Poreč Trophy et neuvième du Triptyque des Monts et Châteaux.
En 2023, il rejoint officiellement l'équipe World Tour DSM,.

## Palmarès sur route

### Par années
- 2022
  - 1re étape de l'Istrian Spring Trophy
  - 3e de l'Istrian Spring Trophy
- 2023
  - 1re étape du Tour d'Espagne (contre-la-montre par équipes)
- 2024
  - 1re étape du Tour du Danemark (contre-la-montre par équipes)

### Résultats sur les grands tours

#### Tour de France
1 participation 
- 2025 : 134e

#### Tour d'Espagne
1 participation
- 2023 : 116e, vainqueur de la 1re étape (contre-la-montre par équipes)

### Classements mondiaux
| Année                                 | 2021  | 2022 | 2023 |
| ------------------------------------- | ----- | ---- | ---- |
| Classement mondial                    | 1111e | 564e | 611e |
| UCI Europe Tour                       | 825e  | 439e | nc   |
|                                       |       |      |      |
| Légende : nc = non classéSource : UCI |       |      |      |

## Palmarès en cyclo-cross
- 2017-2018
  -  Champion de Grande-Bretagne de cyclo-cross juniors
  - 5e du championnat d'Europe de cyclo-cross juniors

## Palmarès en VTT

### Championnats de Grande-Bretagne
- 2018
  -  Champion de Grande-Bretagne de cross-country juniors
- 2019
  - 2e du cross-country espoirs